# Sarah E. Goode
Sarah E. Goode foi a primeira mulher afro-americana a ganhar uma patente nos Estados Unidos. No entanto, essa afirmação é contestada por alguns que acreditam ser Marjorie Joyner a primeira afro-americana a receber essa patente.
Nascida escrava, Goode ganhou sua liberdade após a Guerra Civil Americana e se mudou para Chicago, Ilinois. Logo abriu uma loja de móveis, onde foi moderadamente bem-sucedida. Devido aos poucos espaços da vida urbana no local, muitos de seus clientes se queixavam de não ter espaço para colocar as suas camas em seus apartamentos. Goode se inspirou para construir o que chamamos hoje de cama dobrável, ou sofá-cama.
Pertence a Goode o primeiro modelo de cama dobrável. Também servia como escrivaninha e prateleira de papelarias. Sua invenção foi tão difundida e tão amplamente utilizada que Goode foi premiada com a patente de 14 de julho de 1885.
Um estilo similar de cama fora patenteado trinta anos depois, em 1916, com o nome de Cama de Murphy. A cama ficava guardada em uma parede ou uma das portas do armário, que hoje é conhecida como "cama dobrável".
O nome Goode aparece no censo americano de 1880 do Condado de Ilinois e sua idade é listada como 24 anos. Enquanto Goode é listada como mulata ou parda, sua filha está listada como branca, contrariando o sistema de raças americano, baseado na ancestralidade, e não no fenótipo da pele, como se faz no Brasil.